# Serrastretta
Serrastretta es una localidad italiana de la provincia de Catanzaro, región de Calabria, con 3.360 habitantes.

## Evolución demográfica
| Gráfica de evolución demográfica de Serrastretta entre 1861 y 2001 |
|                                                                    |
| Fuente ISTAT - Elaboración gráfica por parte de Wikipedia          |